# 啟盈苑
啟盈苑（英語：Kai Ying Court）是香港房屋委員會一個興建中的居屋屋苑，位於九龍城區啟德沐和街6號。
屋苑與毗鄰的啟悅苑，均由房屋署總建築師（4）負責總體設計、關黃建築師有限公司負責細部設計，並由新福港承建，預計於2026年10月31日完工。

## 歷史
此屋苑用地前身為啟德機場13/31跑道東北面的一條滑行道，於1998年機場遷離後一直空置。
因應政府增建公營房屋的政策，此屋苑連同毗鄰五幅用地於2018年起，由私人住宅用地改為興建資助出售房屋。

## 屋苑資料
屋苑設有兩座，介乎於30-31層不等，提供1,736伙單位，單位面積介乎於186-448平方呎。值得一提的是，此屋苑為全港最後一個提供面積少於260平方呎單位的居屋屋苑。
此屋苑納入「居屋2024」發售 ，於2024年10月3日至23日間接受申請，其後於同年12月12日攪珠，翌年5月29日開始揀樓。

### 樓宇
| 樓宇名稱（座號） | 樓宇類型                    | 落成年份 | 樓宇層數 | 每層伙數 | 單位總數（伙） | 建築師                                 | 總承建商 （地基承建商） | 提供升降機的廠商 |
| ---------------- | --------------------------- | -------- | -------- | -------- | -------------- | -------------------------------------- | ----------------------- | ---------------- |
| 待補（A座）      | 非標準設計大廈 （十字長型） | 2026年   | 31       | 26       | 806            | 房屋署總建築師（4） 關黃建築師有限公司 | 新福港 （中國建築）     | 日立             |
| 待補（B座）      | 非標準設計大廈 （十字長型） | 2026年   | 30       | 31       | 930            | 房屋署總建築師（4） 關黃建築師有限公司 | 新福港 （中國建築）     | 日立             |

### 配套設施
屋苑設兒童遊樂場，羽毛球場和乒乓球桌等設施（位於A座地下）。此外，停車場分別設於地庫及地面停車場大樓。而在屋苑東南面，則設有一座商舖大樓。
其他配套方面，屋苑東南側毗鄰車站廣場、啟德體育園及其商場，西北面為港鐵宋皇臺站。通過附近下穿太子道東的行人隧道，可前往九龍城及巴士轉車站。

## 施工圖集

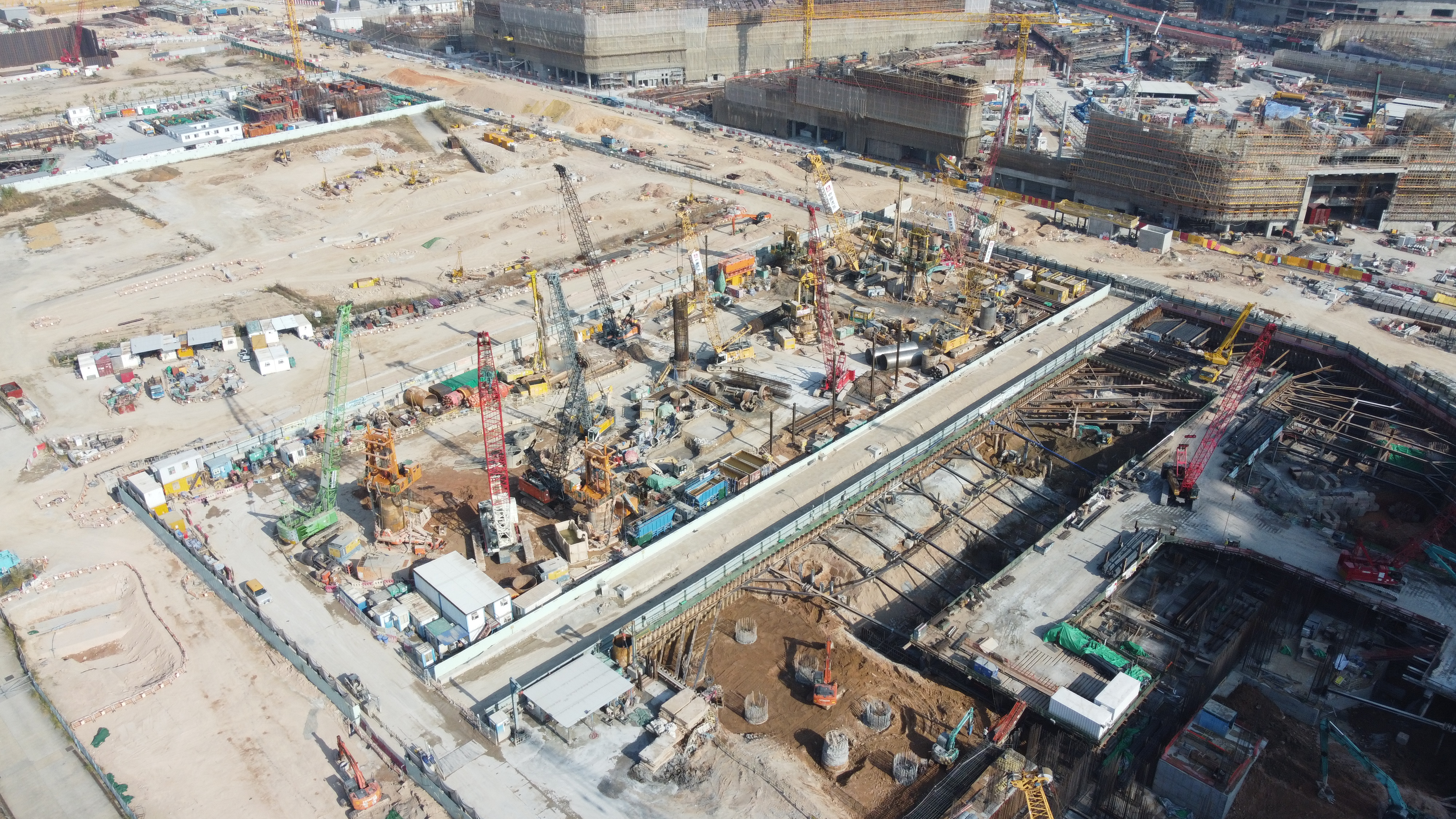
地基工程進行中，2022年1月
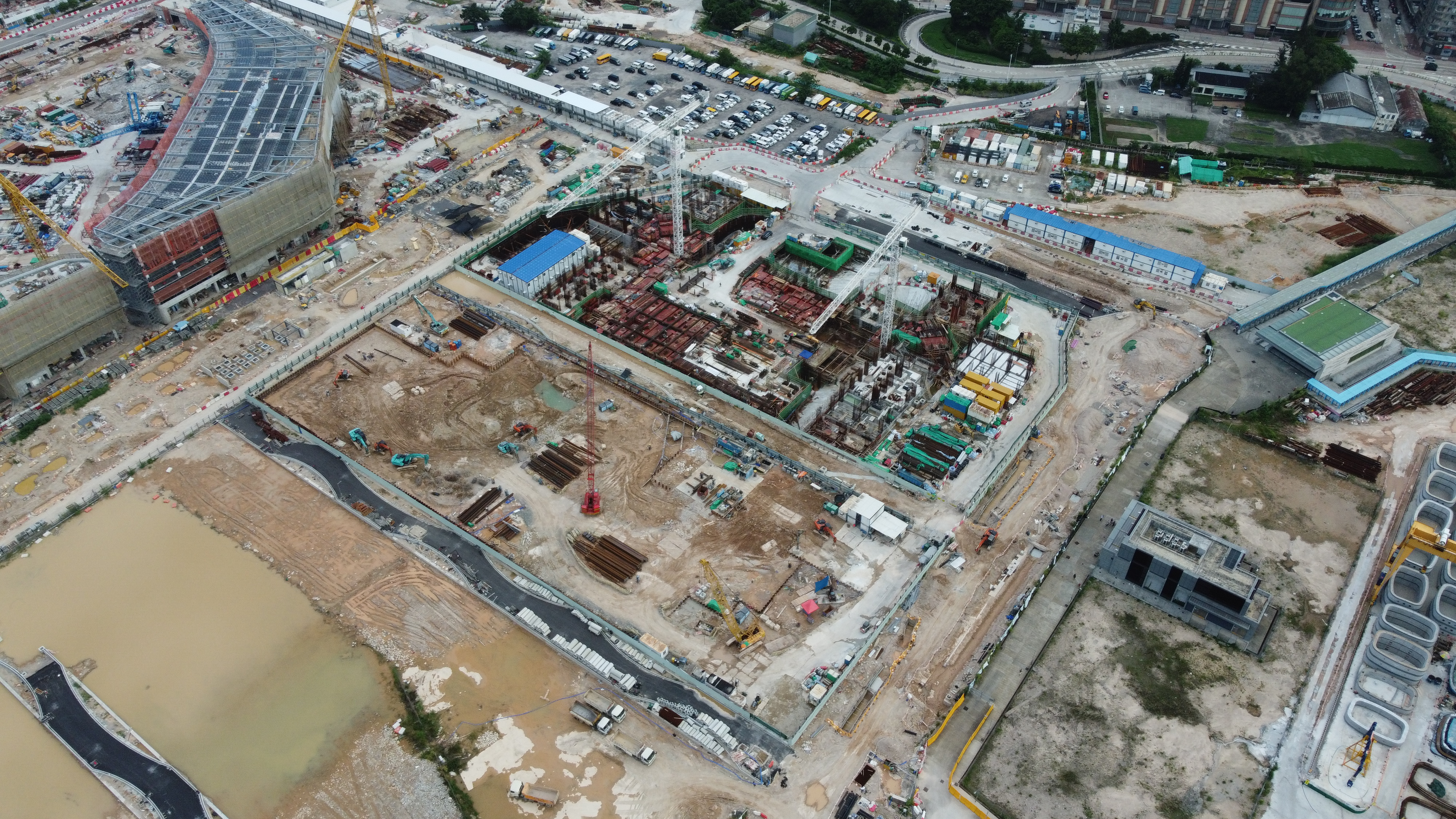
2022年8月
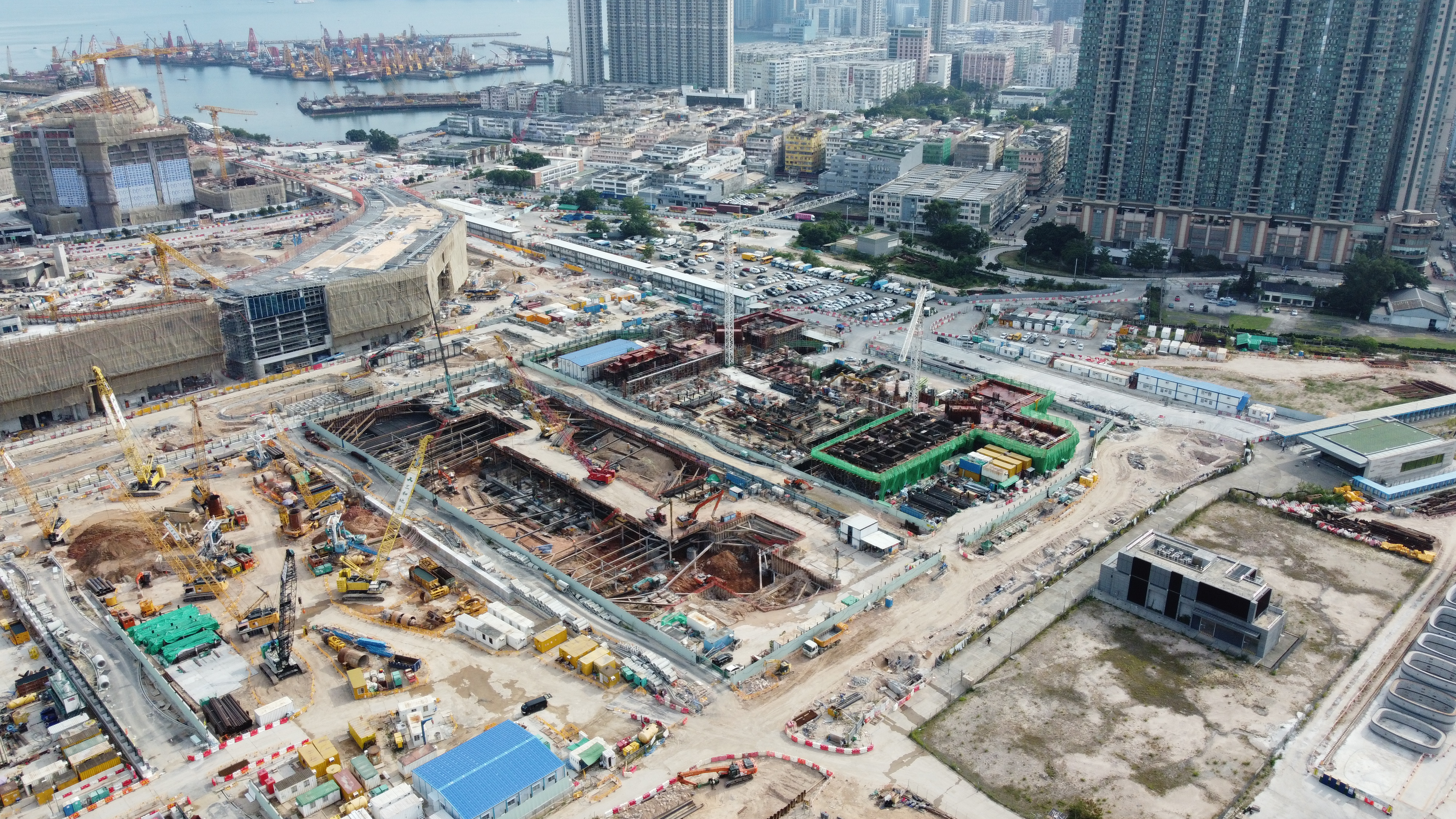
2022年10月
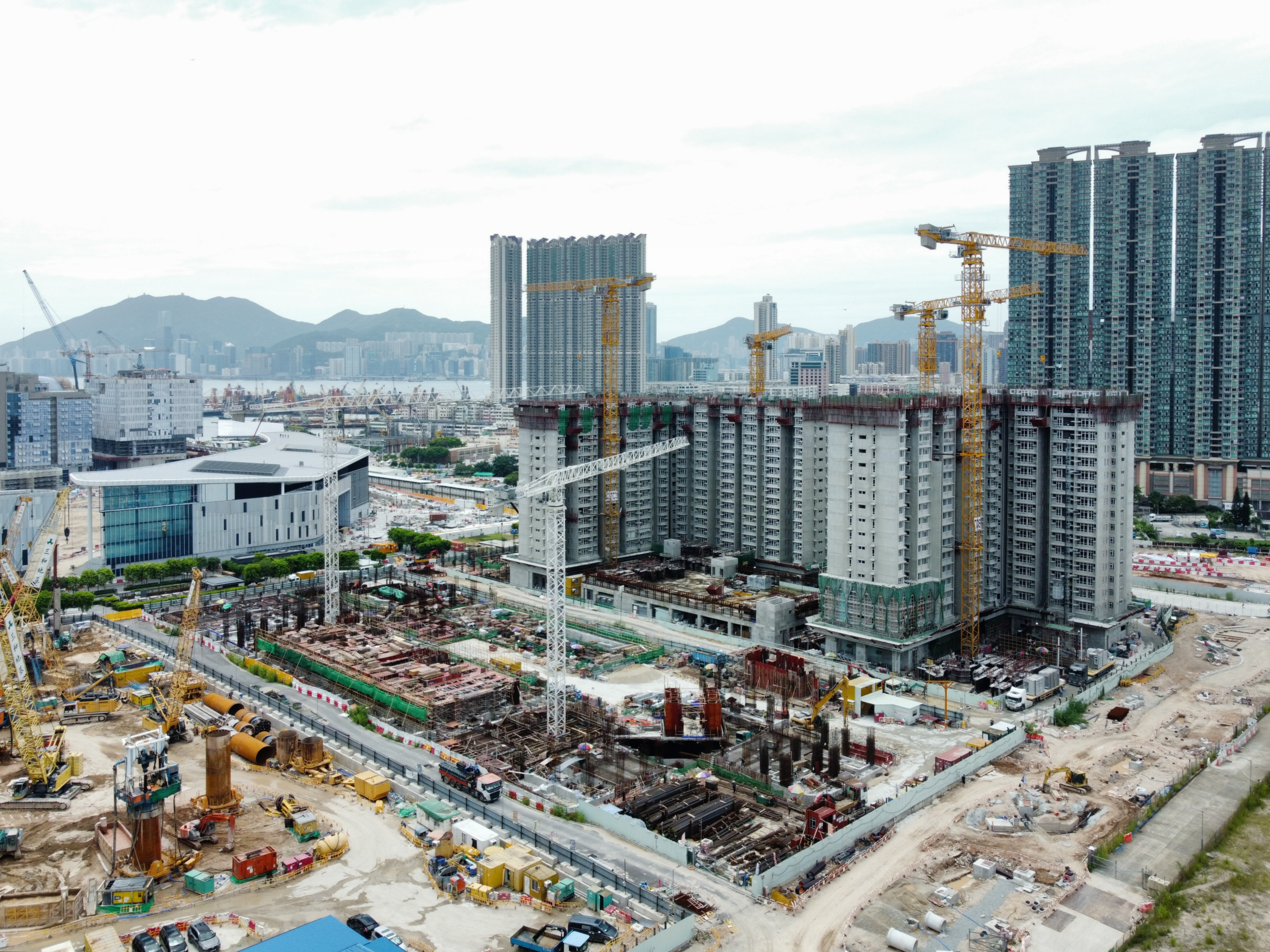
開始興建首層，2023年8月
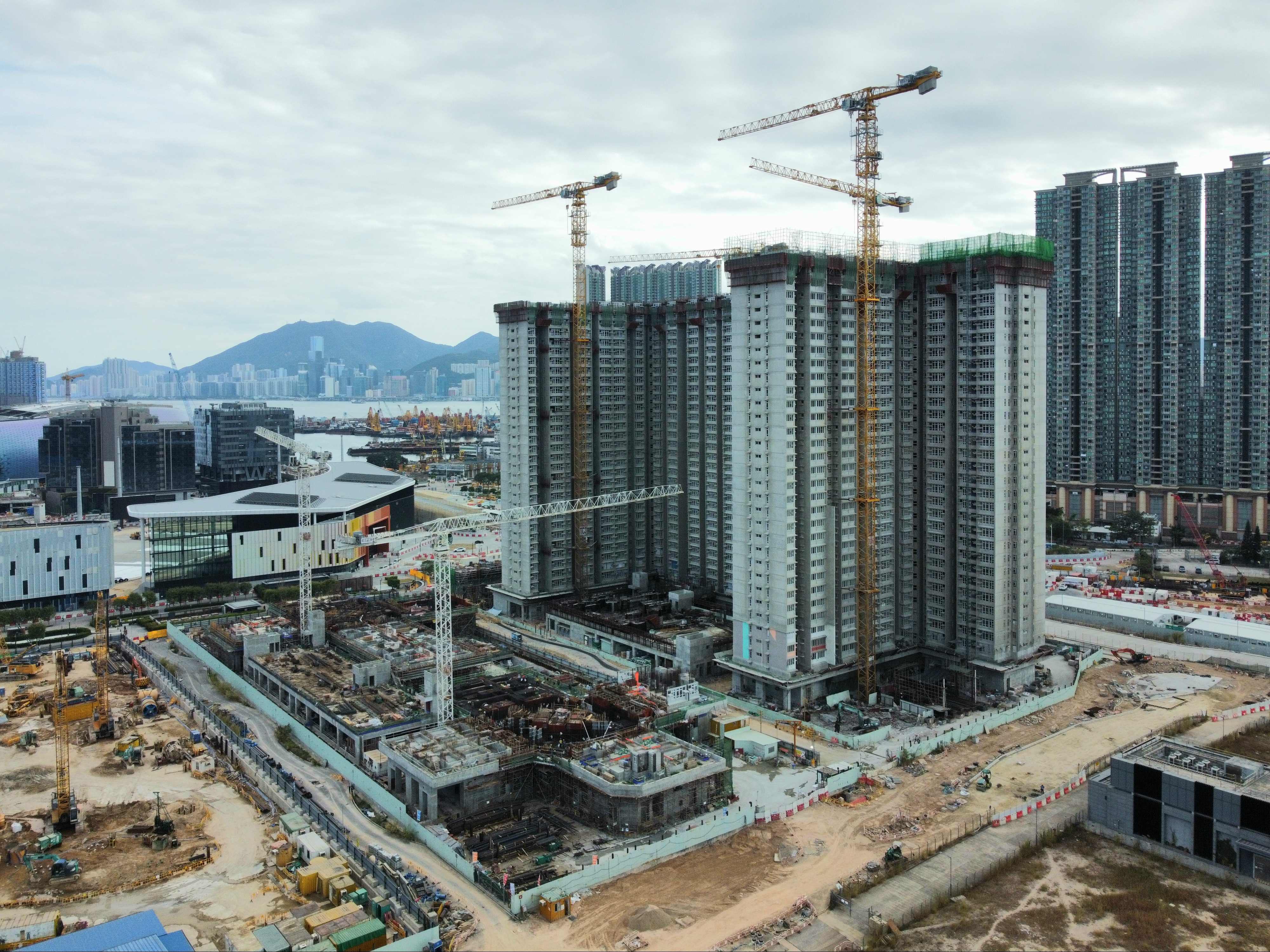
2024年1月
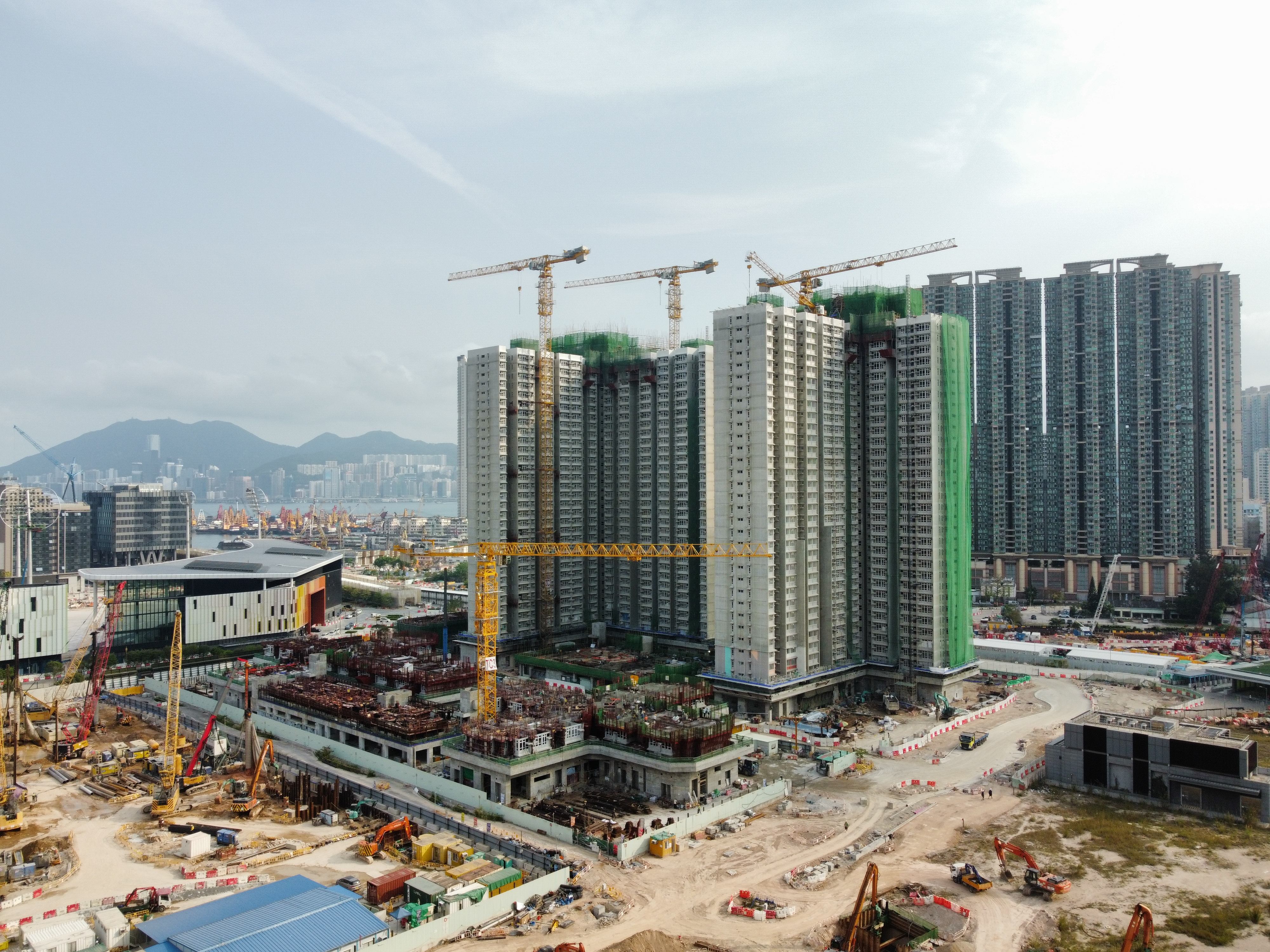
2024年4月
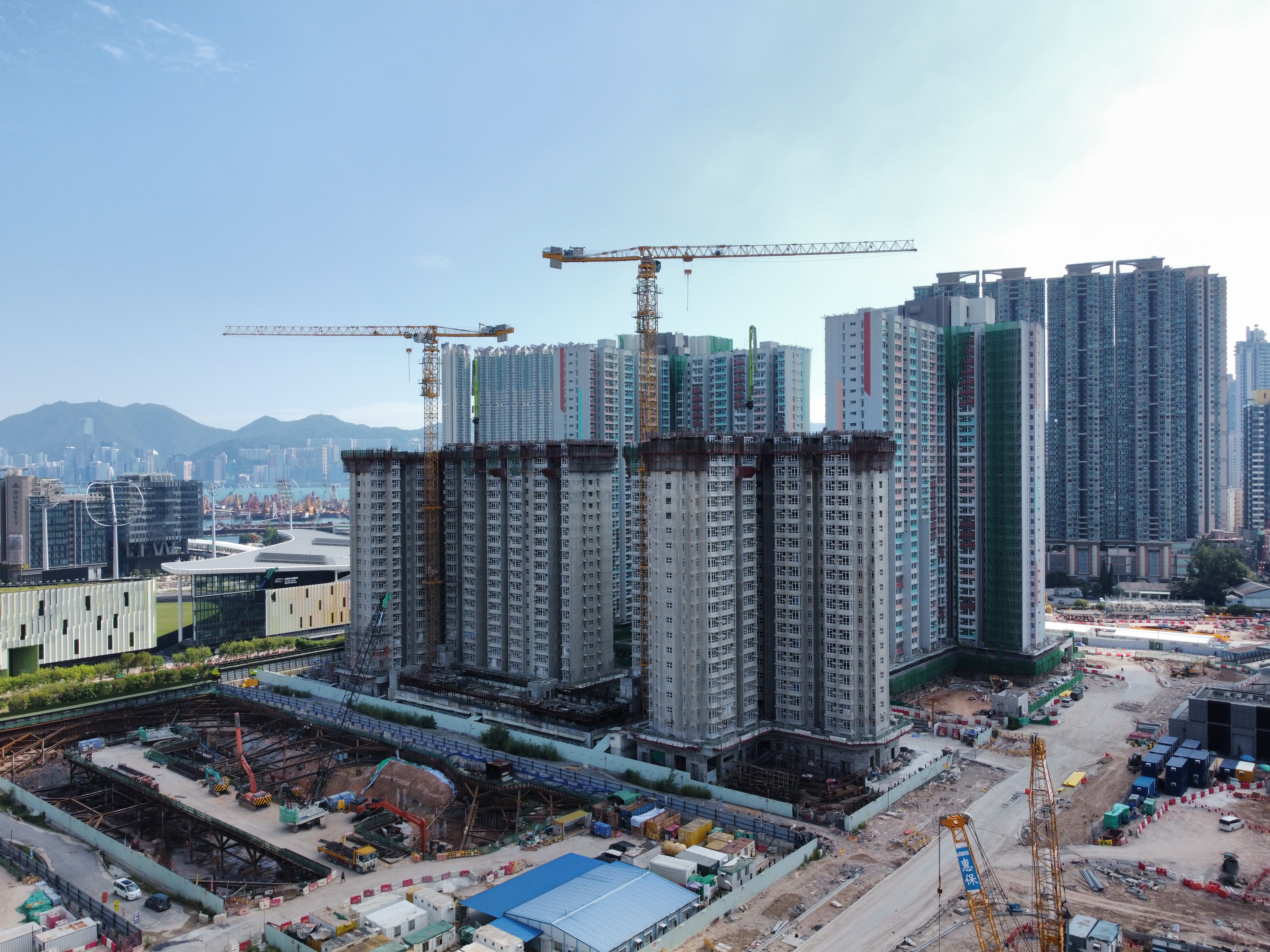
2024年10月
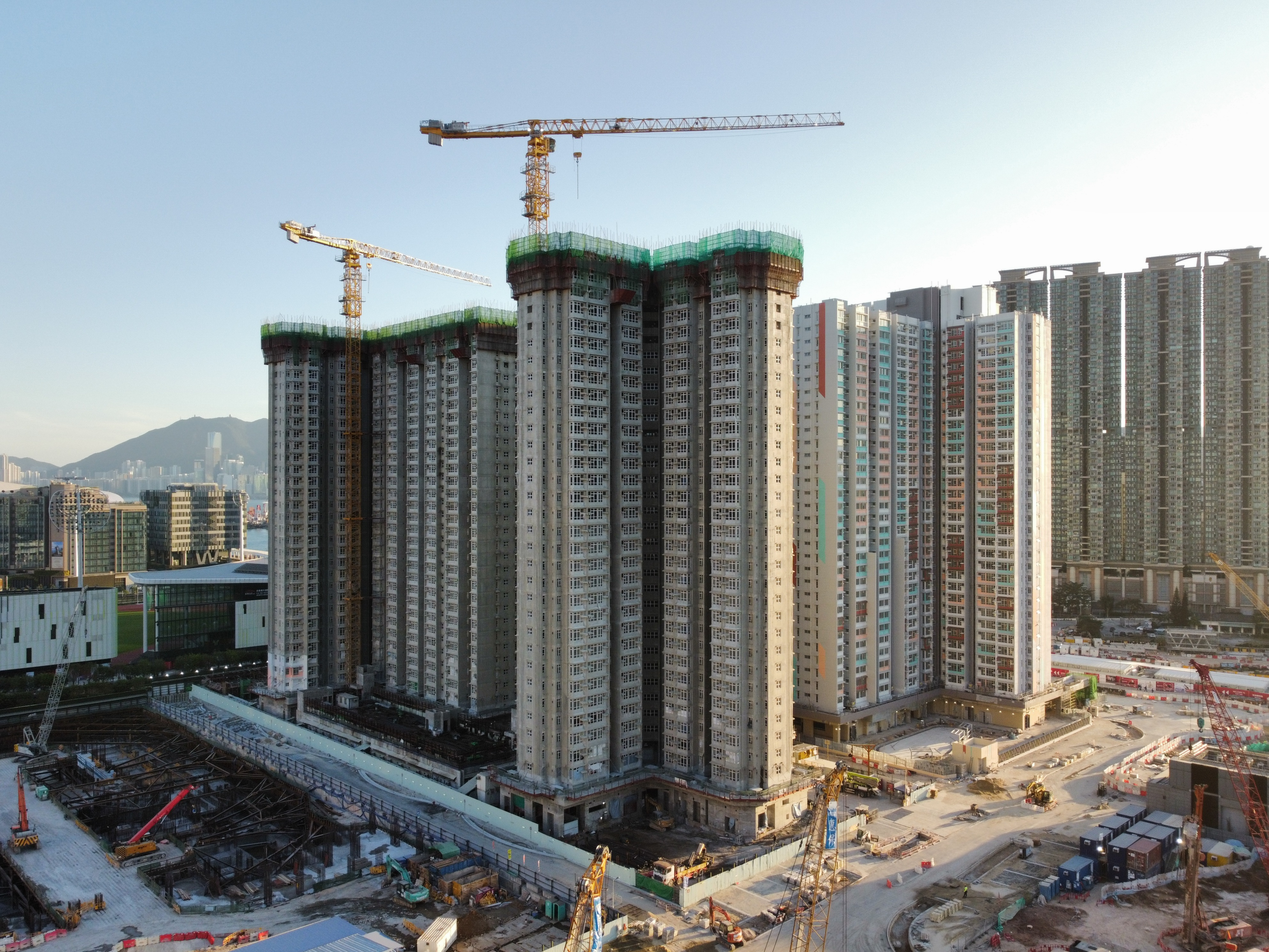
即將封頂，2025年1月

## 鄰近地方
- 港鐵宋皇臺站
- 啟德體育園
- 啟悅苑
- 啟德2B3及2B4地盤未命名居屋（興建中）
- 啟欣苑
- 啟德2B1地盤未命名房協居屋（興建中）
- 兩個未命名私人屋苑（興建中）
- 傲雲峰
- 九龍城

## 註解
1. ↑  不包括地庫、地下及天台